# Didone abbandonata
Didone abbandonata è un libretto d'opera seria di Pietro Metastasio.
La prima rappresentazione si tenne a Napoli durante la stagione carnevalesca del 1724 con la musica di Domenico Sarro. Il ruolo della protagonista fu ricoperto dalla Romanina. Primo melodramma di Metastasio, la Didone abbandonata godette subito di grande successo.

## Trama

### Antefatto
A Cartagine, ancora in fase di costruzione, la regina Didone ha soccorso il naufrago Enea e il suo equipaggio, avviando con lui un'intensa relazione amorosa.

### Atto primo
Enea ricorda a Selene e Osmida la promessa, rivolta al padre morente, di far rinascere Troia altrove. Pur amando profondamente Didone, sente il dovere di salpare in direzione dell'Italia. 
Didone ravvisa il suo turbamento senza indovinarne la ragione. Osmida, mentendo, sostiene che il futuro fondatore di Roma è geloso per l'arrivo dell'emissario del re dei Mori Jarba. Questi giunge a Cartagine accompagnato dal fido Araspe con un solenne seguito di tigri e leoni. Ottiene udienza dalla regina, davanti alla quale si finge un proprio messo di nome Arbace; offre quindi a Didone la mano del sovrano, ma la donna rifiuta dicendo di amare Enea e di volerlo sposare.
Jarba accetta allora l'aiuto del traditore Osmida, cui promette con l'inganno il trono di Cartagine se otterrà Didone in sposa. Ad Araspe, invece, il re ordina di uccidere fraudolentemente Enea, ma ottiene un netto rifiuto. In un incontro con Enea, Jarba tenta di trafiggerlo con la spada, ma viene trattenuto da Araspe. Accorre Didone, e Jarba rivela la sua vera identità. Quando Enea e Didone rimangono soli, l'uomo rivela la vera ragione del suo conflitto interiore, suscitando nella regina una reazione furibonda.

### Atto secondo
Jarba, incarcerato, viene liberato da Osmida. Selene, che ama segretamente Enea, è in ansia, e declina l'amore di Araspe, sicché questi, senza perdere la speranza, promette una casta fedeltà. In seguito, Enea chiede di parlare con Didone; la regina è ancora infuriata con lui, ma Enea la supplica almeno di revocare la condanna a morte che Didone vorrebbe riservare a Jarba: ucciderlo le inimicherebbe l'Africa, e Didone si convince a non condannare Jarba.
Poco dopo Didone chiama nuovamente Enea: sostiene di aver due sole alternative, sposare Jarba o morire, dacché un rifiuto non verrebbe tollerato e, con Enea lontano, si ritroverebbe priva di ogni difesa. Enea le consiglia allora a malincuore di convolare a nozze, e Didone gli chiede di essere presente, in modo da risvegliare in lui l'amore.
Fatto venire subito Jarba, Didone gli porge la destra sotto gli occhi di Enea ma questi, non potendo più resistere, se ne va infuriato. Allora la regina dice al re dei Mori di non amarlo, ma di amare Enea. Jarba promette vendetta.

### Atto terzo
Mentre Enea è in procinto di partire viene raggiunto da Jarba, che lo sfida a duello e rimane sconfitto. Il re dei Mori decide allora di distruggere la città assistito dai suoi uomini. Fa arrestare Osmida, che vorrebbe essere ricompensato, disponendo che venga ucciso, ma questi è salvato da Enea.
Selene tenta invano di trattenere l'eroe di troiano rivelandogli il proprio amore. Osmida, sinceramente pentito, rivela il suo tradimento alla regina e, per ordine di Didone, corre a fermare Enea, ma l'uomo è ormai già salpato. Presto si vedono le fiamme in cui brucia Cartagine, perché Jarba ha saccheggiato la città. 
Didone ottiene la conferma che Enea è partito né può ormai essere raggiunto, cosicché, pur tra molti dubbi e dopo aver maledetto l'amato, noncurante infine dei pericoli e delle suppliche della sorella, di Araspe e di Osmida, rinuncia a porsi in salvo. Ricusa l'ultima proposta di matrimonio di un impietosito Jarba e si getta infine tra le fiamme che avvolgono la reggia. Alla fine il mare in piena seda l'incendio; il cielo si rasserena, Nettuno emerge dalle acque sancendo il ritorno della speranza.

## L'opera
Per la rappresentazione napoletana del 1724 Metastasio scrisse anche gli intermezzi satirici dell'Impresario delle Canarie, riprodotti tra un atto e l'altro. In essi il drammaturgo metteva in ridicolo i capricci della "virtuosa" Dorina, nel tentativo di rivalutare l'importanza del testo e di attaccare lo strapotere dei cantanti e della musica, alle cui esigenze i librettisti si dovevano ancora largamente conformare. La dimensione parodica investiva però anche altri aspetti, come le ariette comparative, toccando l'opera nella sua interezza. Nell'Impresario delle Canarie Cleopatra, prigioniera di Tolomeo, si accinge a suicidarsi, instaurando così un parallelo diretto con quanto avverrà nel terzo atto.
Conformemente al gusto partenopeo, la coreografia della Didone fu particolarmente sfarzosa ed esotica; Iarba compare sul palcoscenico accompagnato da leoni e altre "fiere", mentre nell'ultimo atto si assiste all'incendio della reggia di Cartagine ed altri effetti scenici.
Il tono dell'opera è più incline alla tragedia rispetto ai melodrammi successivi. La parsimonia degli intrighi secondari così come l'assenza di personaggi comici ne sono una testimonianza al pari del finale, che con la morte della protagonista viene a costituire uno scioglimento del tutto anomalo nella produzione metastasiana, in cui l'esito della vicenda è generalmente lieto.
Sempre a Napoli andò in scena, nel 1730, una nuova versione musicale di Domenico Sarro. La Didone abbandonata godette di ampia fortuna nel Settecento; scelta da molti musicisti, fu uno dei libretti metastasiani più frequentemente utilizzati.

## Messe in musica
Tra le innumerevoli messe in musica ricordiamo quelle che seguono. Per ragioni pratiche, nel caso delle meno celebri si indica solo il nome del compositore:
- Didone abbandonata, di Domenico Sarro (Roma, 1724)
- Didone abbandonata, di Tomaso Albinoni (Venezia, 1724)
- Leonardo Vinci (Roma, 1726)
- Geminiano Giacomelli (Milano, 1728)
- Gaetano Maria Schiassi (Bologna, 1735)
- Didone abbandonata, di Georg Friedrich Händel (Londra, 1736)
- Giuseppe Ferdinando Brivio (Milano, 1739)
- Giovanni Battista Lampugnani (Padova, 1739)
- Andrea Bernasconi (Milano, 1739, Monaco di Baviera, 1756)
- Egidio Romualdo Duni (1740?)
- Rinaldo da Capua (Lisbona, 1741)
- Nicola Porpora (1741)
- Didone abbandonata, di Baldassarre Galuppi (Modena, 1741)
- Johann Adolf Hasse (Dresda, 1742)
- Antonio Caputi (1745)
- Didone abbandonata, di Niccolò Jommelli (Roma, 1747)
- Paolo Scalabrini (Dresda, 1747)
- Ferdinando Bertoni (Venezia, 1748)
- Domingo Miguel Bernabé Terradellas (Torino, 1750)
- Gennaro Manno (Venezia, 1751)
- Ignazio Fiorillo (Brunswick, 1751)
- Davide Perez (Genova, 1751)
- Antonio Mazzoni (Bologna, 1752)
- Giuseppe Bonno (Vienna, 1752)
- Giuseppe Scolari (Barcellona, 1752)
- Vincenzo Legrenzio Ciampi (Londra, 1754)
- Giovanni Andrea Fioroni (Milano, 1755)
- Pietro Chiarini (Cremona, 1756)
- Tommaso Traetta (Venezia, 1757)
- Francesco Araia (Pietroburgo, 1758)
- Antonio Ferradini (Lucca, 1760)
- Didone abbandonata, di Giuseppe Sarti (Copenaghen, 1762)
- Johann Gottfried Schwanberg (Brunswick, 1765)
- Francesco Zanetti (Livorno, 1766)
- Gianfranco De Maio (Napoli, 1769)
- Antonio Sacchini (Firenze, 1769)
- Ignazio Coloniat (Milano, 1769)
- Didone abbandonata, di Niccolò Piccinni (Roma, 1770)
- Giacomo Insanguine (Napoli, 1770)
- Michele Mortellari (Napoli, 1771)
- Giuseppe Colla (Torino, 1773)
- Domenico Mombelli (Crescentino, 1775)
- Pasquale Anfossi (Venezia, 1775)
- Joseph Schuster (Napoli, 1776, un rifacimento fu rappresentato nel 1779 a Venezia)
- Bernardo Ottani (Forlì, 1780)
- Francesco Piticchio (Palermo, 1780)
- Alessio Prati (Monaco di Baviera, 1783)
- Gaetano Andreozzi (Pietroburgo, 1784)
- Giuseppe Antonio Capuzzi (1786)
- Pietro Alessandro Guglielmi (Firenze, 1786)
- Giuseppe Gazzaniga (Venezia, 1787)
- Luigi Cherubini (Brescia, 1787)
- Vincenzo Federici (Palermo, 1794)
- Didone abbandonata, di Giovanni Paisiello (Napoli, 1794)
- Leopold Kozeluch (Vienna, 1795?)
- Settimio Marino (Napoli, 1799)
- Valentino Fioravanti (Roma, 1810)
- Ferdinando Paër (Parigi, 1811)
- Bernard Klein (Colonia, 1823)
- Didone abbandonata, di Saverio Mercadante (Torino, 1823, testo rimaneggiato)